# Pinewood Estates
Pinewood Estates és una concentració de població designada pel cens dels Estats Units a l'estat de Texas. Segons el cens del 2000 tenia 1.633 habitants.

## Demografia
Segons el cens del 2000, Pinewood Estates tenia 1.633 habitants, 528 habitatges, i 482 famílies. La densitat de població era de 47,7 habitants/km².
Dels 528 habitatges en un 46,4% hi vivien nens de menys de 18 anys, en un 84,1% hi vivien parelles casades, en un 5,1% dones solteres, i en un 8,7% no eren unitats familiars. En el 8% dels habitatges hi vivien persones soles el 4,2% de les quals corresponia a persones de 65 anys o més que vivien soles. El nombre mitjà de persones vivint en cada habitatge era de 3,09 i el nombre mitjà de persones que vivien en cada família era de 3,27.
Per edats la població es repartia de la següent manera: un 28,4% tenia menys de 18 anys, un 8,6% entre 18 i 24, un 24,7% entre 25 i 44, un 30,4% de 45 a 60 i un 8% 65 anys o més.
L'edat mediana era de 41 anys. Per cada 100 dones de 18 o més anys hi havia 100,3 homes.
La renda mediana per habitatge era de 72.917 $ i la renda mediana per família de 78.497 $. Els homes tenien una renda mediana de 61.429 $ mentre que les dones 31.985 $. La renda per capita de la població era de 28.350 $. Cap de les famílies estaven per davall del llindar de pobresa.

## Poblacions més properes
El següent diagrama mostra les poblacions més properes.